# Competiciones de arte en los Juegos Olímpicos
Las competiciones de arte formaron parte de los Juegos Olímpicos desde 1912 a 1948. Estas competiciones constituían parte de las intenciones del fundador de los Juegos Olímpicos modernos, Pierre de Coubertin, y consistían en la creación de obras inspiradas en el deporte. Estaban divididas en cinco categorías: arquitectura, literatura, música, pintura y escultura.
Las competiciones artísticas fueron abandonadas en 1954 debido a la exigencia de que los artistas participantes fueran profesionales, mientras que los deportistas podían ser aficionados. Desde 1956, el Programa Cultural Olímpico ha tomado el lugar de dichas competiciones.
Con la fundación del Comité Olímpico Internacional (COI) en 1894 y la celebración de los primeros Juegos Olímpicos modernos, el historiador y pedagogo francés Pierre de Coubertin vio hechos realidad sus sueños: hombres siendo educados tanto en mente como en cuerpo, y compitiendo en deporte en vez de en la guerra. Otro de sus deseos era el de combinar el deporte y el arte, y por ello consideró incluir competiciones artísticas en los Juegos Olímpicos.
En mayo de 1906, Coubertin organizó en París un encuentro para los miembros del COI y representantes de organizaciones artísticas, el cual concluyó con la propuesta de organizar competiciones de arte en el marco de los Juegos Olímpicos. Las competiciones estarían divididas en cinco áreas (arquitectura, literatura, música, pintura y escultura), y los trabajos presentados deberían estar enteramente inspirados en el deporte.
Los preparativos iban en curso para la realización de dichas competiciones en los Juegos Olímpicos de 1908, que se planeaban hacer en Roma, Italia. Sin embargo, los organizadores italianos se encontraron con problemas financieros y se vieron forzados a abandonar los preparativos. El COI designó a Londres como sede de los Juegos Olímpicos en 1907. Los organizadores británicos planearon llevar a cabo las competiciones de arte, pero debido al poco tiempo con el que contaban fueron canceladas: consideraron que los artistas no tendrían el tiempo suficiente para enviar sus trabajos.
Pierre de Coubertin no estaba desalentado y se esforzó para incluir eventos artísticos en el programa de los Juegos Olímpicos de 1912, los cuales se llevarían a cabo en Estocolmo, Suecia. Aunque los suecos inicialmente objetaron acerca de combinar el arte con la competición, terminaron por aceptar la idea. El número de participantes fue bastante decepcionante: se sabe que sólo 35 artistas enviaron sus trabajos a Suecia; no obstante, se concedieron medallas de oro en todas las categorías.
Los primeros Juegos Olímpicos de la posguerra se realizaron en la ciudad belga de Amberes en 1920, en medio de los estragos causados por la Primera Guerra Mundial. Los concursos de arte estaban nuevamente en el programa, pero no tuvieron demasiada importancia. Esto fue diferente en París 1924. La competición fue vista seriamente desde el comienzo y 193 artistas presentaron sus trabajos. Es importante destacar que dentro de los participantes había tres artistas soviéticos, aun cuando la Unión Soviética no tomaba parte en los Juegos Olímpicos ya que los consideraba un festival “burgués”.
La importancia de estas competiciones creció en los Juegos Olímpicos de Ámsterdam 1928, en los cuales más de 1100 trabajos fueron exhibidos en el Museo Stedelijk, sin incluir las presentaciones de literatura, música y arquitectura. Se permitía a los artistas vender sus obras al final de la exhibición, lo cual era algo polémico debido a la política de amateurismo del COI. En esta competición se requería que todos los competidores fueran aficionados. Además, en Ámsterdam también se había incrementado el número de eventos, con cuatro de las cinco categorías modificando sus programas para esta edición de los Juegos Olímpicos.
Debido a razones económicas y a la remota localización de Los Ángeles, la participación en los eventos atléticos en los Juegos Olímpicos de 1932 fue menor que en 1928. Sin embargo, la competición de arte no sufrió este problema y el número de trabajos participantes permaneció estable. La exhibición atrajo a 384.000 visitantes al Museo de Historia, Ciencia y Arte de Los Ángeles. Los concursos artísticos también fueron llevados a cabo en Berlín 1936 y Londres 1948, con éxito razonable; aun así, el número de competidores se redujo considerablemente en estos últimos juegos.
En 1949, un reporte fue presentado por el COI, el cual se reunió en Roma. El informe afirmaba que casi todos los participantes eran profesionales y que las competiciones debían ser abolidas y reemplazadas por una exhibición sin premios o medallas. Esto desató un reñido debate dentro del comité. En un encuentro en 1951, el COI decidió reincorporar las competiciones artísticas a los Juegos Olímpicos de 1952 realizados en Helsinki. Sin embargo, los organizadores finlandeses dijeron que el tiempo era insuficiente y no hubo ninguna competición o exhibición de arte.
El asunto continuó siendo tema de debate y en la sesión número 49 del COI, llevada a cabo en Atenas, los miembros votaron por reemplazar las competiciones por una exhibición para los futuros Juegos Olímpicos. Varios intentos de reincluir las competiciones han fracasado desde entonces.
En la actualidad, los Juegos Olímpicos se relacionan con el arte a través de exhibiciones. Las reglas a partir de las cuales se organizan los Juegos Olímpicos también establecen que los organizadores deben incluir un programa de eventos culturales para promover las relaciones humanas, el entendimiento mutuo y la amistad entre los participantes y otros presentes en los Juegos Olímpicos.

## Competición
Desde 1912 a 1948 las reglas de la competición de arte cambiaron, pero la esencia de las mismas permaneció casi invariable. Todos los trabajos participantes debían estar inspirados en el deporte y tenían que ser originales, es decir, no haber sido publicados antes de la competición. Como en los eventos atléticos, los mejores trabajos eran premiados con medallas de oro, plata y bronce, no obstante, no todas las medallas eran necesariamente concedidas. En algunas ocasiones, de hecho, no se entregaron medallas en absoluto.
Generalmente, se les permitía a los artistas presentar más de un trabajo, aunque un número máximo era a veces establecido. Esto posibilitaba que los artistas pudieran ganar múltiples premios en una sola competición.
En varias oportunidades, hubo propuestas para incluir danzas, cine, fotografía y teatro, pero ninguna de estas formas del arte fue jamás incluida en los Juegos Olímpicos como un evento de medallas.

### Arquitectura

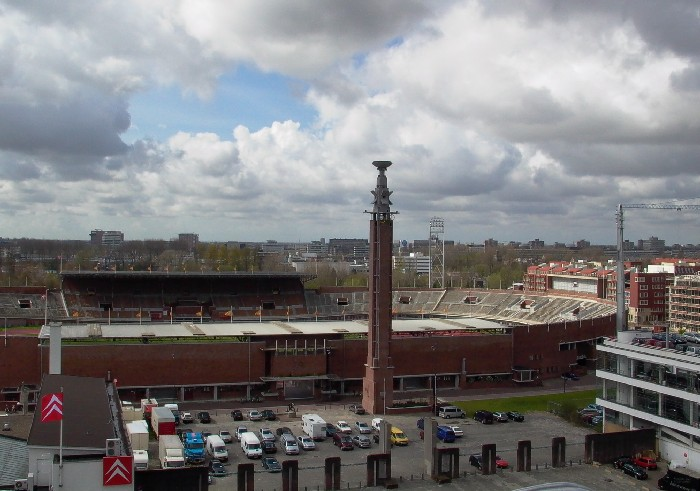
El estadio olímpico de 1928, diseñado por Jan Wils, ganó la medalla dorada en arquitectura en los Juegos Olímpicos de 1928.

Hasta los juegos de Ámsterdam en 1928, la competición arquitectónica no estaba dividida en subcategorías. La competición de 1928 introdujo una categoría de planeamiento de ciudades. Sin embargo, esta división no era siempre clara y algunos diseños eran premiados en ambas categorías.
Los trabajos publicados en la categoría de arquitectura sí podían haber sido publicados antes de los Juegos Olímpicos. Un notable ejemplo de esto es el trabajo que recibió la medalla de oro en 1928, el diseño del Estadio Olímpico de Jan Wils utilizado en las mismas Olimpíadas.

### Literatura
Las competiciones de literatura se dividieron en un variado número de subcategorías. Hasta 1924 y nuevamente en 1932, hubo una única categoría de literatura. En 1928, categorías separadas fueron introducidas para la literatura dramática, épica y lírica. Fueron concedidos premios en estas mismas categorías en 1948, mientras que la dramática había sido omitida en 1936.
La longitud de los trabajos era limitada (20.000 palabras) y éstos podían ser presentados en cualquier lengua, siempre y cuando tuvieran también una traducción o resumen en inglés y/o francés (las reglas cambiaron a través de los años).

### Música
Un evento único de música fue llevado a cabo hasta 1936, cuando tres categorías fueron introducidas: una para la música orquestal, otra para la instrumental y otra para la solista y coral. En 1948, estas categorías fueron modificadas y reorganizadas en coral/orquestal, instrumental/música de cámara y música vocal.
El jurado tenía frecuentemente problemas para evaluar las piezas, que estaban escritas en papel. Posiblemente debido a estos problemas, el jurado frecuentemente decidía premiar a unas pocas piezas. En dos ocasiones, no fue entregado ningún premio: en la categoría de música de 1924 y en la categoría de música instrumental de 1936.
1936 fue la única ocasión en la cual trabajos ganadores habían sido tocados antes de una audiencia.
Josef Suk es el único músico famoso en haber competido, ganando una medalla de plata en 1932.

### Pintura
Como en las otras formas del arte, una única categoría de pintura fue programada hasta 1928, cuando fue dividida en tres subcategorías: dibujo, diseño gráfico y pintura propiamente dicha. Las categorías cambiaron en cada uno de los posteriores Juegos Olímpicos. En 1932, las categorías fueron: pintura, impresos y acuarela/dibujo. Durante los cuatro años siguientes, la categoría de impresos desapareció, y fue reemplazada por artes gráficas y artes gráficas comerciales. En la última competición artística olímpica, las tres categorías eran artes aplicadas, grabados/aguafuertes y pinturas a base de agua o aceites.

### Escultura
La competición escultórica tuvo una única categoría hasta 1928, cuando dos competiciones separadas fueron designadas: una para las estatuas y otra, para los bajorrelieves y medallas. En 1936, la cantidad de categorías aumentó a tres, separando los bajorrelieves por un lado y las medallas, por otro.

## Competidores
Aunque muchos medallistas olímpicos de arte han adquirido aunque sea fama nacional, pocos pueden ser considerados como reconocidos a nivel global. De hecho, en las competiciones de 1924, los miembros del jurado eran más conocidos que los participantes, con artistas como Selma Lagerlöf e Ígor Stravinski juzgando los trabajos.

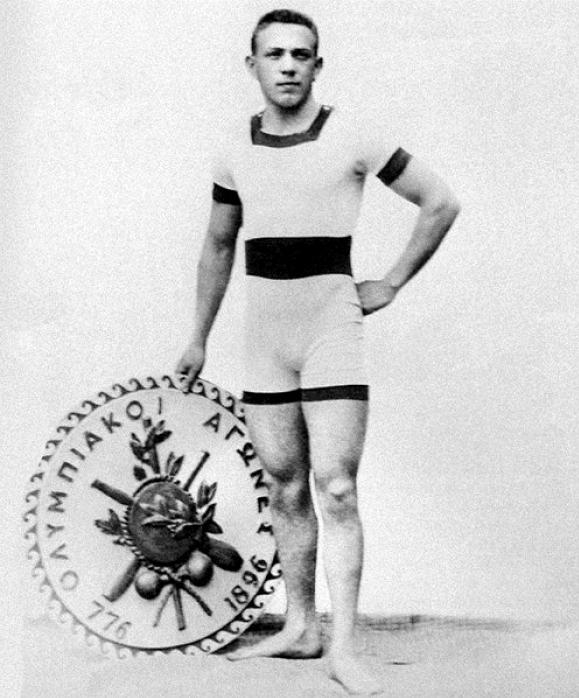
Alfréd Hajós es uno de los dos únicos competidores en haber ganado medallas tanto en competiciones artísticas como en deportivas en los Juegos Olímpicos.

Teniendo en cuenta las medallas ganadas, el pintor luxemburgués Jean Jacoby es el más exitoso competidor olímpico, habiendo ganado una medalla de oro en 1924 por su pintura Étude de Sport, y otra en 1928 por su dibujo Rugby. El artista suizo Alex Diggelmann ganó tres medallas: una de oro en 1936 por su trabajo Arosa I Placard, y una de plata y otra de bronce en 1948 en la categoría de artes aplicadas, ambos con pósteres comerciales. El escritor danés Josef Petersen ganó medallas de plata en tres ocasiones: en 1924, 1932 y 1948.
Sólo dos personas han ganado medallas olímpicas tanto en competiciones artísticas como en deportivas. Walter Winans, un estadounidense que vivió en Inglaterra, ganó una medalla de oro en tiro con revólver en los Juegos Olímpicos de Londres 1908. En 1912, ganó otra medalla en tiro —esta vez de plata—. Para entonces, ya había conseguido una medalla de oro por su escultura An American trotter. La otra persona en haber ganado medallas en categorías de arte y deporte es el húngaro Alfréd Hajós. Ganó dos medallas de oro en los Juegos Olímpicos de Atenas 1896 en natación. Veintiocho años después, fue premiado con una medalla de plata por el diseño del estadio olímpico, codiseñado por Dezső Lauber.
Dos presidentes del Comité Olímpico Internacional también han entrado en competiciones artísticas. En 1912, Pierre de Coubertin, bajo el seudónimo de “Georges Hohrod and Martin Eschbach” participó con Ode to Sport, el cual ganó una medalla de oro. Avery Brundage, que compitió como atleta en los juegos de 1912, también participó con trabajos literarios en 1932 y 1936. Brundage sería presidente del COI de 1952 a 1971. : )
El británico John Copley, ganador de una medalla de plata en 1948 en la categoría de grabados y aguafuertes, tenía 73 años de edad al ganarla, lo que lo convierte en el medallista olímpico más mayor en la historia. El medallista olímpico más mayor fuera de las competiciones artísticas es el tirador sueco Oscar Swahn, que ganó su última medalla a la edad de 72.